# Pajtuny (Pieniężno)
Pajtuny (deutsch Peythunen) ist ein Dorf in der polnischen Woiwodschaft Ermland-Masuren und gehört zur Stadt- und Landgemeinde Pieniężno (Mehlsack) im Powiat Braniewski (Kreis Braunsberg).

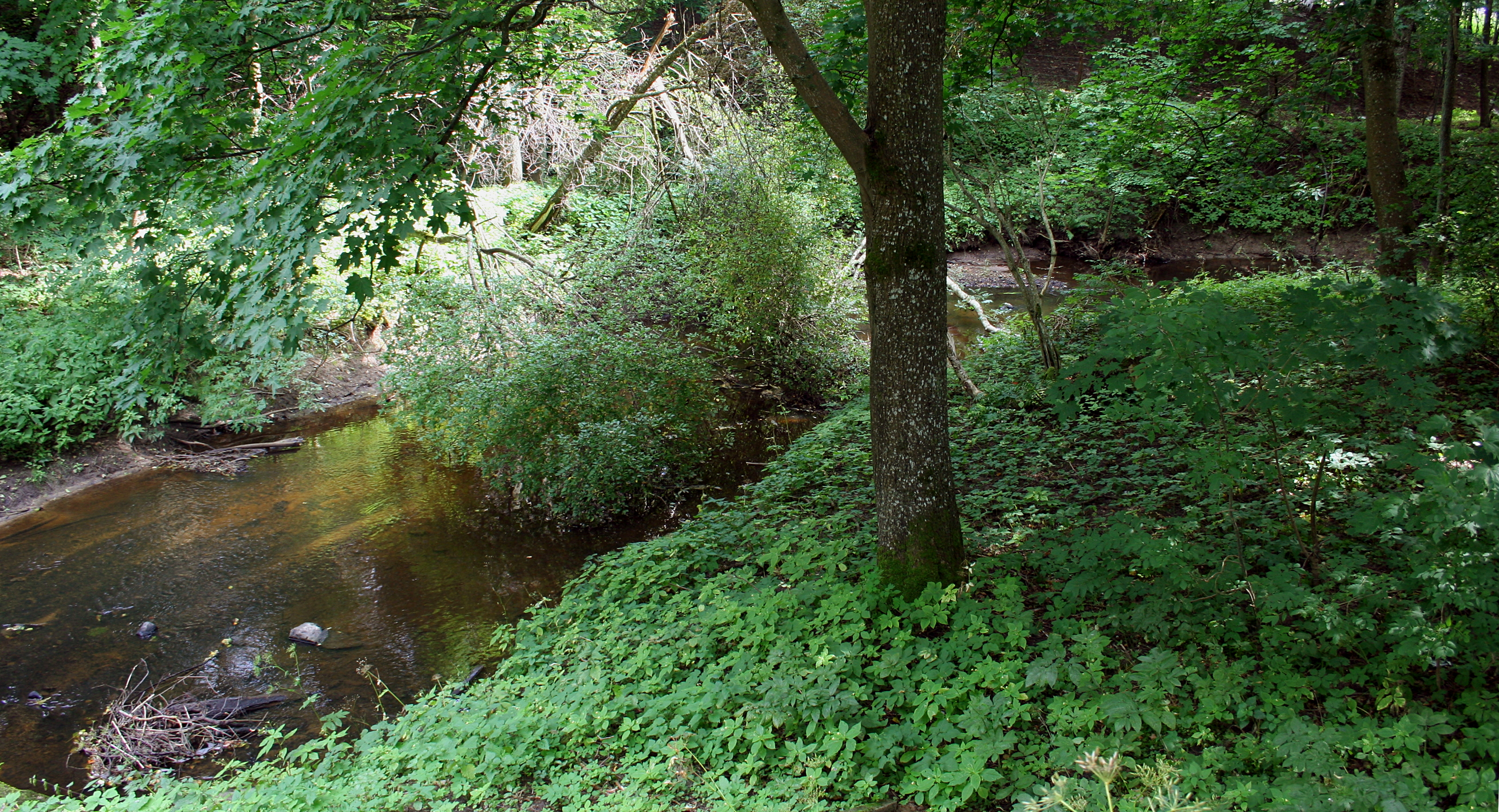
Die Warna (Warnau) in Pajtuny

## Geographische Lage
Pajtuny liegt an der Warna (deutsch Warnau) im Nordwesten der Woiwodschaft Ermland-Masuren, 26 Kilometer südöstlich der Kreisstadt Braniewo (Braunsberg).

## Geschichte
Das kleine Dorf Peythunen bestand in seinem Kern lediglich aus einem großen Hof. 1874 kam die Landgemeinde Peythunen zum neu errichteten Amtsbezirk Layß (polnisch Łajsy) im ostpreußischen Kreis Braunsberg, Regierungsbezirk Königsberg. 87 Einwohner zählte Peythunen im Jahre 1910.
Zusammen mit dem Nachbarort Perwilten (polnisch Perwilty) wurde Peythunen am 27. Oktober 1928 in die Landgemeinde Layß eingegliedert und verlor dabei seine Eigenständigkeit.
Als 1945 in Kriegsfolge das gesamte südliche Ostpreußen an Polen fiel, erhielt Peythunen die polnische Namensform „Pajtuny“. Heute ist der Ort ein Teil der Gmina Pieniężno (Stadt- und Landgemeinde Mehlsack) im Powiat Braniewski (Kreis Braunsberg), von 1975 bis 1998 der Woiwodschaft Elbląg, seither der Woiwodschaft Ermland-Masuren zugehörig. Im Jahre 2021 zählte Pajtuny 16 Einwohner.

## Religion
Bis 1945 gehörte Peythunen zur evangelischen Pfarrkirche  Mehlsack in der Kirchenprovinz Ostpreußen der Kirche der Altpreußischen Union, seither zu Diözese Masuren der Evangelisch-Augsburgische Kirche in Polen. 
Seitens der römisch-katholischen Kirche war Peythunen damals und ist Pajtuny heute in die Pfarrei Łajsy (Layß) im Erzbistum Ermland eingegliedert.

## Verkehr
Pajtuny liegt an der polnischen Woiwodschaftsstraße 510, hier im Abschnitt der einstigen deutschen Reichsstraße 126, die die Stadt Pieniężno (Mehlsack) mit der polnisch-russischen Staatsgrenze (EU-Außengrenze) bei Głębock (Tiefensee) verbindet.
Ein Anschluss an den Bahnverkehr besteht nicht mehr. Bis 1945 war Wilknity (Wilknitt) die nächste Bahnstation. Sie lag an der Bahnstrecke Allenstein–Mehlsack–Zinten–Königsberg, die ab Pieniężno heute nicht mehr existiert. 